# Aleksandr Amfiteàtrov
Aleksandr Valentínovitx Amfiteàtrov,rus: Алекса́ндр Валенти́нович Амфитеа́тров (26 de desembre [C.J. 14 de desembre] de 1862, Kaluga, Imperi Rus - 26 de febrer de 1938, Levanto, Itàlia) - fou un prosista rus, periodista, crític literari i teatral, dramaturg, autor de poemes satírics (pseudònims Old Gentleman, Moskovski Faust etc.)
Fill d'un sacerdot, Amfiteàtrov va néixer a Kaluga. Tot i que els seus pares van intentar que fos advocat, va acabar per convertir-se en periodista i en un popular novel·lista, però abans va actuar com a cantant d'òpera (baríton), es va unir a la companyia del teatre Mariïnski, va estudiar cant a Itàlia i va cantar a Tiflis i Kazan. El 1889 va abandonar la carrera operística.
El 1902 va haver d'exiliar-se per escriure un article satíric sobre la família imperial. Tornaria durant la guerra guerra russojaponesa, i posteriorment se'n tornaria a l'Europa occidental, i viuria a França i a Itàlia.
Un dels primers llibres que Amfiteàtrov va escriure, titulat fou sobre Neró i els principis del cristianisme el 1890. L'exili a Itàlia li va permetre d'accedir a nombroses fonts i proves que més tard exposaria als principals especialistes europeus. Un cop acabada l'obra el 1913 la publicaria sota el títol "La bèstia de l'abisme", rus: Зверь из бездны (fent referència al llibre de l'Apocalipsi) una història de vida de l'emperador Neró que es va convertir en una completa enciclopèdia sobre l'Imperi Romà a la fi de la Dinastia Júlio-Clàudia, alhora que realitzava una revisió crítica de diversos conceptes històrics contemporanis. El 1913, la seva vista estava fallant fins al punt en què no podia revisar el text i editar la impressió tipogràfica. Amfiteàtrov confiava més en la seva memòria que en la lectura, de manera que la primera edició va ser publicada amb els errors i problemes de continuïtat. El seu segon estudi romà, "Arc de Titus", dedicada als primers cristians a Roma, no es va completar.
A Itàlia, va completar les seves dues novel·les més reeixides: Vosmideiàtniki, rus: Восьмидесятники(1907-1908) i Deviatidesiàtniki, rus: Девятидесятники(1911-1913), que tracten de la intel·lectualitat dels anys 1880 i 1890, respectivament.
El 1905 es va convertir en francmaçó. Fou introduït el 16 de maig de 1905 a la lògia maçònica de París Cosmos núm. 288, que estava sota els auspicis de la Gran Lògia de França. Erigit al segon i tercer grau el 30 de gener de 1906.
El 1916 Amfiteàtrov va tornar a Rússia i es va convertir en editor del diari nacionalista "Rússkaia Vólia". A causa dels continus atacs contra el govern, va ser enviat a l'exili a Irkutsk a principis del 1917, però després de la Revolució de Febrer de 1917, va tornar a Petrograd, on va editar un diari cosac i va escriure diversos articles on atacava els bolxevics fins que aquests van prohibir la llibertat de premsa. Després d'això es va convertir en professor i traductor. Va abandonar Rússia amb la seva família l'agost de 1921. Fins a la primavera de 1922 va viure a Praga per després tornar a Itàlia, on va escriure en diverses revistes d'emigrants.
Amfiteàtrov va morir el 1938 a Levanto, Itàlia, als 75 anys. Va tenir quatre fills: Vladímir Amfiteàtrov-Kadàixev (escriptor i periodista), Daniele Amfiteatrof (compositor i director d'orquestra), Massimo Amfiteatrof i Roman Amfiteàtrov (tots dos músics).